# Puccinia esclavensis
Puccinia esclavensis ist eine Ständerpilzart aus der Ordnung der Rostpilze (Pucciniales). Der Pilz ist ein Endoparasit von Wunderblumen sowie diverser Süßgräser. Symptome des Befalls durch die Art sind Rostflecken und Pusteln auf den Blattoberflächen der Wirtspflanzen. Sie kommt in weiten Teilen des tropischen Amerikas vor.

## Merkmale

### Makroskopische Merkmale
Puccinia esclavensis ist mit bloßem Auge nur anhand der auf der Oberfläche des Wirtes hervortretenden Sporenlager zu erkennen. Sie wachsen in Nestern, die als gelbliche bis braune Flecken und Pusteln auf den Blattoberflächen erscheinen.

### Mikroskopische Merkmale
Das Myzel von Puccinia esclavensis wächst wie bei allen Puccinia-Arten interzellulär und bildet Saugfäden, die in das Speichergewebe des Wirtes wachsen. Die zylindrischen Aecien der Art besitzen 21–28 × 16–19 µm große hyaline Aeciosporen mit runzliger Oberfläche. Die zimtbraunen Uredien des Pilzes wachsen unterseitig auf den Wirtsblättern. Ihre goldenen Uredosporen sind 26–33 × 19–23 µm groß, schmal eiförmig bis breitellipsoid und runzlig. Die blattunterseitig wachsenden Telien der Art sind schwarzbraun, pulverig und früh offenliegend; sie werden bis zu 5 mm lang. Die kastanienbraunen Teliosporen sind ein- bis zweizellig, in der Regel ellipsoid und 28–36 × 22–27 µm groß. Ihre Stiele sind gelblich und bis zu 80 µm lang.

## Verbreitung
Das bekannte Verbreitungsgebiet von Puccinia esclavensis erstreckt sich von den südwestlichen USA über die Karibik bis nach Honduras, Ecuador und Argentinien.

## Ökologie
Die Wirtspflanzen von Puccinia esclavensis sind für den Haplonten Wunderblumen (Mirabilis spp.) sowie Panicum bulbosum, Pa. plenum, Pennisetum chilense, Pe. bambusiforme und Pe. peruvianum für den Dikaryonten. Der Pilz ernährt sich von den im Speichergewebe der Pflanzen vorhandenen Nährstoffen, seine Sporenlager brechen später durch die Blattoberfläche und setzen Sporen frei. Die Art verfügt über einen Entwicklungszyklus mit Telien, Uredien, Aecien und Spermogonien und macht einen Wirtswechsel durch.